# Estación de la Bastilla
Estación de la Bastilla (en francés, Gare de la Bastille) era una estación de tren en París (París). Se inauguró en 1859 y sirvió como terminal de los 55 km de la línea a Vincennes y Verneuil-l'Étang. La línea se abrió solo para dar servicio al Fuerte de Vincennes, y se extendió a La Varenne y más tarde a Brie-Comte-Robert. La línea finalmente llegó a Verneuil-l'Étang en 1892 y se conectó a la línea a Mulhouse. Parte de la línea se incorporó al RER A el 14 de diciembre de 1969. La estación fue demolida en 1984 y en su sitio se construyó la Opéra Bastille.

## Historia
Diseñado por François-Alexis Cendrier, la Estación de la Bastilla fue una de las primeras terminales ferroviarias de París. En 1853, el gobierno francés decidió que era deseable una conexión estratégica con el fuerte de Vincennes. La Compagnie du Chemin de Fer de Paris à Strasbourg recibió una concesión para construir la línea y una línea de conexión a Mulhouse. La línea Mulhouse compartiría la Gare de Strasbourg (ahora la Estación de París Este), pero la Línea de Vincennes también crearía una nueva terminal cerca del centro de París, la Estación de la Bastilla. En 1853, la empresa, ahora conocida como Chemins de fer de l'Est (CF de l'Est), inauguró la línea de 17 km entre Vincennes y La Varenne. La extensión a París se abrió el 22 de septiembre de 1859 y la línea pronto transportaba 6 000 000 de pasajeros al año.

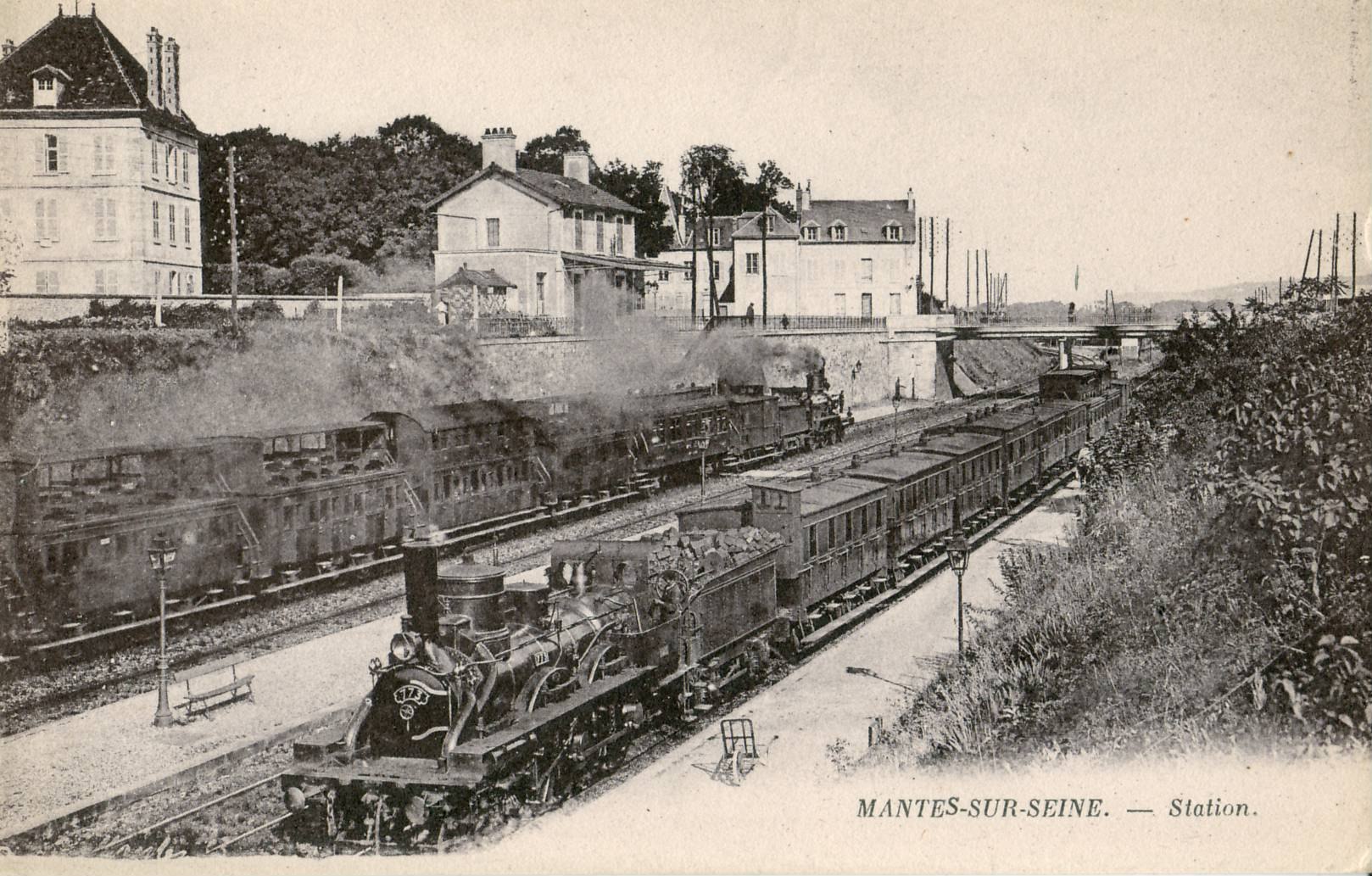
Trenes en Mantes-sur-Seine, vagones "Bidel" en uso

En 1871, tras el final de la guerra franco-prusiana, Francia perdió Alsacia-Lorena ante Alemania. Esto redujo drásticamente el territorio servido por el CF de l'Est. Como resultado, la Estación de París Este se desarrolló para convertirse en la estación principal del CF de l'Est en París. Aunque la Estación de la Bastilla era solo una terminal local, en 1889 era la segunda más concurrida de París, manejando 12 000 000 de pasajeros al año. La Línea de Vincennes se amplió hasta Verneuil-l'Étang en 1892, lo que la convierte en 55 km de largo. La estación atendía a los viajeros durante la semana y a los parisinos que escapaban al campo los fines de semana. 
Hacia la Primera Guerra Mundial, había 45 llegadas y salidas diarias. Ocho trenes diarios recorrían toda la longitud de la línea a Verneuil-l'Etang, y las estaciones más cercanas a París recibían un servicio más frecuente que las más lejanas. Entre 1925 y 1930 hubo unas 70 llegadas y salidas diarias; estos se habían reducido a 48 en 1938. En los años 1920, la Estación de la Bastilla manejaba 30 000 000 de pasajeros al año. Se instalaron traversers eléctricos para permitir el manejo de trenes más largos.
Junto con la Gran Depresión de los años 1930 vino una mayor competencia de los autobuses y el Metro. El número de pasajeros se redujo a la mitad y se habló de cerrar la línea. Se denegó el permiso para esto, pero los 19 km la sección entre Brie-Comte-Robert y Verneuil-l'Etang se cerraron a los pasajeros en 1939, aunque el tramo se revivió temporalmente durante un tiempo tras la Segunda Guerra Mundial. En 1945 se convirtió durante unos meses en lo que originalmente se pretendía que fuera, es decir en una terminal de línea principal o Gare des Grande Lignes. Esto siguió a la destrucción durante la guerra de un viaducto en Nogent-sur-Marne que había cortado la línea principal de la Estación de París Este a Mulhouse, por lo que los trenes de larga distancia se desviaron a la Bastilla. En 1953, la Línea de Vincennes cerró a los pasajeros más allá de Boissy-Saint-Léger.

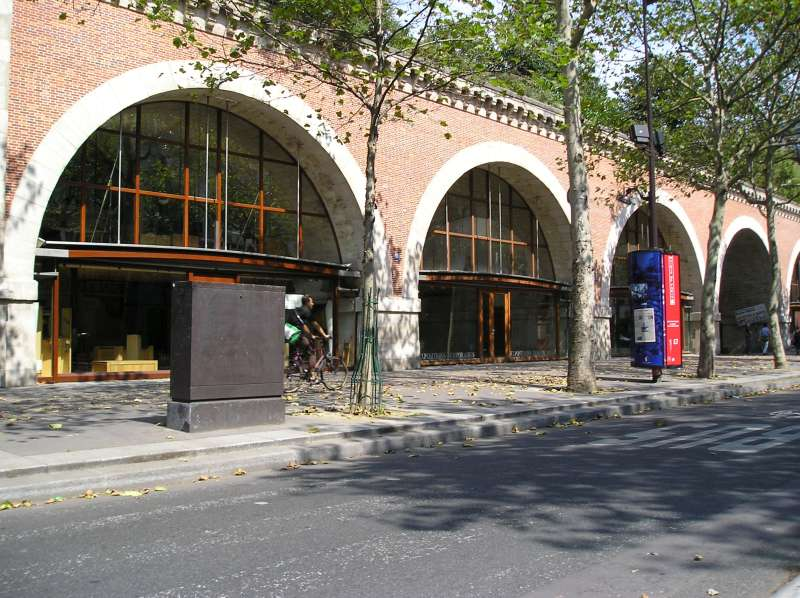
Viaducto de las Artes

A mediados de los años 1960, comenzó la construcción del Réseau Express Régional (RER). La Línea de Vincennes hasta Boissy-Saint-Léger se convertiría en parte de un metro de alta velocidad y sus primeros 5 km sería reemplazada por una nueva línea subterránea. El último tren partió de la Estación de la Bastilla a las 00:50 del 15 de diciembre de 1969, tirado por la locomotora 141 TB 432. La Estación de la Bastilla fue la última terminal de París operada íntegramente por locomotoras de vapor. Tras el cierre, los edificios de la estación se convirtieron en una sala de conciertos y exposiciones. Allí se celebraron varios conciertos de música pop y, en 1976, una exposición de maquetas de trenes. Los edificios de la estación fueron catalogados como de importancia histórica pero, a pesar de ello, fueron demolidos en 1984 para dar paso a la Ópera de la Bastilla. El viaductio de 1200 m que formaba el acceso a la estación se adaptó convirtió en la el paseo peatonal Promenade plantée, mientras que los arcos ahora forman el Viaducto de las Artes, ubicado junto a la Avenida de Daumesnil.

## Servicios
Los primeros vagones de pasajeros eran del tipo de dos pisos conocidos como Imperiales. A partir de los años 1890, estos fueron reemplazados por otro tipo de dos pisos conocido como Bidels. Los trenes generalmente incluían un fourgon (camión de freno) en cada extremo del tren para ahorrar tiempo al eliminar la necesidad de maniobras. Los Bidels estuvieron en servicio hasta 1949 en Línea de Vincennes y unos años más tarde en otros lugares. Un Imperial y un Bidel se conservan en la Cité du train de Mulhouse. Después del final de la Segunda Guerra Mundial, se utilizaron vagones de bogie que anteriormente estaban en servicio con Deutsche Reichsbahn. Estos fueron conocidos por los franceses como Bastilles. Tras la electrificación de la línea que da servicio a la Estación de París Este a principios de los años 1960, el material push-pull reemplazó a las Bastilles. Se utilizaron hasta que la línea cerró en 1969.
La Estación de la Bastilla fue, excepto posiblemente en sus primeros días, una estación casi puramente de pasajeros. Se manejaban paquetes y correo, pero casi la única carga era carbón para el cobertizo de tres vías. La carga general se manejaba en una estación de mercancías ubicada en el otro extremo del viaducto en Reuilly, pero la Estación de la Bastilla manejaba un tráfico bastante inusual. Tras la devastación por la filoxera y el aumento de la competencia del vino enviado por ferrocarril, los viñedos que tradicionalmente habían abastecido a París en el área servida por la sección rural exterior de Línea de Vincennes cambiaron a cultivar rosas. Ya en 1897 se introdujo un Train des Roses, que llegaba a la Estación de la Bastilla a primera hora de la mañana. Las rosas se vendían en los mercados de Les Halles. El tráfico alcanzó un máximo de más de 1 000 000 de rosas por noche.